# My Love (canción de Route 94)
«My Love» es el primer sencillo del productor musical y DJ británico Route 94 con la colaboración de la cantante británica Jess Glynne. Fue lanzado en el Reino Unido el 28 de febrero de 2014, a través de Rinse Recordings. La canción encabezó la lista de singles del Reino Unido, alcanzó el puesto número 12 en la lista de singles de Irlanda y también marcó un lugar significativo en las listas de Alemania y Bélgica. La canción fue compuesta y producida por el propio Rowan Jones, nombre real de Route 94. El sencillo tiene origen en el deep house y con cierta influencia del eurodance de la década del 1990.
Glynne con su anterior sencillo, «Rather Be» con Clean Bandit, había encabezado las listas en el Reino Unido el mes anterior. La canción y una versión acústica aparecen en la edición de lujo de su álbum I Cry When I Laugh.
En 2024, el DJ y productor francés Alex Wann realizó su versión de la canción orientado al género afro house.

## Recepción de la crítica
Robert Copsey de Digital Spy dio a la canción una crítica positiva, declarando:
«El último productor convertido en el líder a punto de hacerse cargo de las listas aparentemente de la nada es Route 94, un chico maravilloso que ha firmado con Rinse FM y que ha escalado de rango después de recibir elogios por parte de Annie Mac de la BBC Radio 1, así como los músicos de D'n'B Skream y Benga lo que es más, su misterioso alias en realidad tiene un significado: es la carretera de Estados Unidos que une Chicago – la cuna de la  música house –  y Detroit, cuna del techno. Naturalmente, lo que seguramente será su gran éxito «My Love» aterriza en algún punto intermedio del espectro del pH del deep house, sus embriagadores beats de piano acompañado de su esplendoroso electro compensados por la amigable voz radiofónica a cargo de Jess Glynne, que se destacó en lo mas alto de las listas con «Rather Be» de Clean Bandit. Y aunque se podría pensar que el reciente éxito de este último tendría satisfecho el apetito del público por las listas, sospechamos que su reinado está lejos de haber terminado aún». 

## Rendimiento en las listas
La canción debutó en el número uno durante 1 semana en la lista de singles del Reino Unido, destronando al sencillo "Happy" de Pharrell Williams y también fue número uno en la lista británica de música dance, destronando a Clean Bandit con su sencillo "Rather Be", que también cuenta con Glynne en las voces, desde esa posición en su prime semana se vendieron 120.770 copias. También tuvo éxito en varias listas europeas, ubicándose entre los diez primeros en al menos cinco países, asimismo alcanzó el puesto número dos en la lista Euro Digital Songs, detrás de Pharrell Williams, durante una semana.

## Video musical
Un vídeo musical dirigido por Ryan Staake para acompañar el lanzamiento de "My Love" se estrenó en YouTube el 27 de enero de 2014 con una duración total de tres minutos y once segundos y fue filmado en infrarrojo. De ello se desprende un joven (Jon Fleming) que al entrar en un club, baila con una mujer joven (Lorena Sarria ), se va con ella, se abrazan en la lluvia y más tarde en su casa se da a entender que tienen relaciones sexuales. Ella se ducha, mostrando el efecto infrarrojo del agua en su cuerpo, mientras él se va. Justo antes del final del vídeo, se vuelve a su color normal y el joven se muestra caminando bajo la lluvia.

## Lista de sencillos
| Descarga digital |                             |          |  |
| N.º              | Título                      | Duración |  |
| 1.               | «My Love» (con Jess Glynne) | 4:22     |  |

| Descarga digital – EP |                              |          |  |
| N.º                   | Título                       | Duración |  |
| 1.                    | «My Love» (Sigma remix)      | 4:30     |  |
| 2.                    | «My Love» (Maison Sky remix) | 6:13     |  |
| 3.                    | «My Love» (Billon remix)     | 4:54     |  |
| 4.                    | «My Love» (Royal-T remix)    | 5:03     |  |

| Disco de sencillo alemán |                           |          |  |
| N.º                      | Título                    | Duración |  |
| 1.                       | «My Love»                 | 4:21     |  |
| 2.                       | «My Love» (Royal-T remix) | 5:03     |  |

## Posicionamiento en listas y certificaciones
| Lista (2014)                                | Mejor posición |
| ------------------------------------------- | -------------- |
| Alemania (Media Control AG)                 | 6              |
| Australia (ARIA)                            | 18             |
| Austria (Ö3 Austria Top 40)                 | 11             |
| Bélgica (Flandes) (Ultratop 50)             | 4              |
| Bélgica (Valonia) (Ultratop 50)             | 9              |
| República Checa (Singles Digitál Top 100)   | 20             |
| Escocia (Scottish Singles Chart)            | 1              |
| Eslovaquia (Singles Digitál Top 100)        | 15             |
| Estados Unidos (Hot Dance/Electronic Songs) | 23             |
| Euro Digital Song Sales                     | 2              |
| Francia (SNEP)                              | 35             |
| Hungría (Rádiós Top 40)                     | 40             |
| Irlanda (IRMA)                              | 12             |
| Nueva Zelanda (Recorded Music NZ)           | 38             |
| Países Bajos (Dutch Top 40)                 | 12             |
| Países Bajos (Mega Single Top 100)          | 9              |
| Polonia (Polish Airplay Top 100)            | 7              |
| Rumania (Romanian Top 100)                  | 43             |
| Reino Unido (UK Singles Chart)              | 1              |
| Reino Unido (UK Dance Chart)                | 1              |
| Suecia (Sverigetopplistan)                  | 43             |
| Suiza (Schweizer Hitparade)                 | 21             |

| País           | Lista (2014)               | Posición |
| -------------- | -------------------------- | -------- |
| Alemania       | Offizielle Deutsche Charts | 30       |
| Bélgica        | Ultratop flamenca          | 58       |
| Bélgica        | Ultratop valona            | 73       |
| Estados Unidos | Dance/Electronic Songs     | 59       |
| Francia        | SNEP                       | 153      |
| Países Bajos   | Nederlandse Top 40         | 22       |
| Polonia        | ZPAV                       | 18       |
| Reino Unido    | Official Charts Company    | 16       |

### Certificaciones
| País          | Organismo certificador | Certificación | Ventas    | Ref.   |
| ------------- | ---------------------- | ------------- | --------- | ------ |
| Alemania      | BVMI                   | Platino       | 300 000   | [ 36 ] |
| Australia     | ARIA                   | Platino       | 70 000    | [ 37 ] |
| Bélgica       | BEA                    | Oro           | 25 000    | [ 38 ] |
| Brasil        | Pro-Música Brasil      | Platino       | 60 000    | [ 39 ] |
| Italia        | FIMI                   | Oro           | 15 000    | [ 40 ] |
| Nueva Zelanda | RMNZ                   | Platino       | 30 000    | [ 41 ] |
| Reino Unido   | BPI                    | 3× Platino    | 1 800 000 | [ 42 ] |
| Suecia        | GLF                    | Platino       | 70 000    | [ 43 ] |

### Sucesión en listas
| Anterior: «Happy» de Pharrell Williams | UK Singles Chart — Sencillo número uno 9 de marzo de 2014 — 15 de marzo de 2014 | Siguiente: «Tsunami (Jump)» de DVBBS & Borgeous con Tinie Tempah |

## Fecha de lanzamiento
| Región         | Fecha                 | Formato          | Discográfica        |
| -------------- | --------------------- | ---------------- | ------------------- |
| Reino Unido    | 28 de febrero de 2014 | Descarga digital | Rinse               |
| Estados Unidos | 14 de abril de 2014   | Dance radio      | 4th & B'way Records |